# Отношения Алжира и САДР
Алжиро-западносахарские отношения — двусторонние дипломатические отношения между Алжиром и Сахарской Арабской Демократической Республикой (САДР), которые были установлены в 1976 году. Протяжённость государственной границы между странами составляет 41 км.

## История
В 1973 году на территории Западной Сахары стали действовать повстанческие движения, которые боролись за независимость от Марокко. Народный фронт за освобождение Сегиет-эль-Хамра и Рио-де-Оро (Полисарио) провозгласил создание Сахарcкой Арабской Демократической Республики (САДР). В 1976 году Алжир признал государство и приложил не мало дипломатических усилий для международного признания САДР. Алжир наладил поставки продовольствия, бытовых товаров, а также организовал тренировочные лагеря для повстанцев. Алжирские власти предоставили лидерам Полисарио убежище в лагерях беженцев в юго-западном вилайете Тиндуф. В 1979 году Мавритания объявила об отказе на часть территории САДР и вышла из войны, а марокканские войска заняли покинутую мавританцами территорию. 
В 1980-х годах правительство Алжира объявило властям Марокко, что для восстановления дипломатических отношений необходимо признание марокканцами Полисарио и проведение переговоров по окончательному решению вопроса принадлежности Западной Сахары. Вооружённые действия между Полисарио и вооружёнными силами Марокко не прекращались. В 1988 году Алжир и Марокко восстановили дипломатические отношения, однако король Марокко отказался признавать независимость Западной Сахары. По настоящее время поддержка Алжиром повстанцев Полисарио является основным препятствием для восстановления алжиро-марокканских отношений.
В феврале 2022 года в Национальном народном собрании Алжира была создана парламентская группа дружбы и братства «Алжир-Западная Сахара»..